# Robert Bortuzzo
Robert Bortuzzo, född 18 mars 1989, är en kanadensisk professionell ishockeyback som spelar för Utah Hockey Club i National Hockey League (NHL).
Han har tidigare spelat för Pittsburgh Penguins; St. Louis Blues och New York Islanders i NHL; Wilkes-Barre/Scranton Penguins i American Hockey League (AHL) samt Kitchener Rangers i Ontario Hockey League (OHL).
Bortuzzo vann Stanley Cup med St. Louis Blues säsongen 2018–2019.

## Klubblagskarriär

### NHL

#### Pittsburgh Penguins
Bortuzzo draftades av Pittsburgh Penguins i tredje rundan i 2007 års draft som 78:e spelare totalt.

#### St. Louis Blues
Den 2 mars 2015 tradades han till St. Louis Blues tillsammans med ett draftval i sjunde rundan i NHL-draften 2016 (Filip Helt), i utbyte mot Ian Cole.
Han vann Stanley Cup med St. Louis Blues säsongen 2018–19.

## Statistik
| 2004–2005  | Thunder Bay Kings              | NLHL       | 55  | 24 | 25 | 49 | 56  | —  | — | —  | —  | —  |
| 2005–2006  | Fort William North Stars       | SIJHL      | 40  | 4  | 18 | 22 | —   | —  | — | —  | —  | —  |
| 2006–2007  | Kitchener Rangers              | OHL        | 63  | 2  | 12 | 14 | 67  | 9  | 1 | 2  | 3  | 8  |
| 2007–2008  | Kitchener Rangers              | OHL        | 52  | 3  | 15 | 18 | 61  | 18 | 0 | 8  | 8  | 14 |
| 2008–2009  | Kitchener Rangers              | OHL        | 23  | 1  | 16 | 17 | 24  | —  | — | —  | —  | —  |
| 2009–2010  | Wilkes-Barre/Scranton Penguins | AHL        | 75  | 2  | 10 | 12 | 109 | 4  | 0 | 0  | 0  | 0  |
| 2010–2011  | Wilkes-Barre/Scranton Penguins | AHL        | 79  | 4  | 22 | 26 | 111 | 12 | 0 | 1  | 1  | 6  |
| 2011–2012  | Pittsburgh Penguins            | NHL        | 6   | 0  | 0  | 0  | 2   | —  | — | —  | —  | —  |
|            | Wilkes-Barre/Scranton Penguins | AHL        | 51  | 3  | 9  | 12 | 61  | 12 | 0 | 1  | 1  | 13 |
| 2012–2013  | Pittsburgh Penguins            | NHL        | 15  | 2  | 2  | 4  | 27  | —  | — | —  | —  | —  |
|            | Wilkes-Barre/Scranton Penguins | AHL        | 31  | 1  | 3  | 4  | 34  | —  | — | —  | —  | —  |
| 2013–2014  | Pittsburgh Penguins            | NHL        | 54  | 0  | 10 | 10 | 74  | 8  | 0 | 1  | 1  | 4  |
| 2014–2015  | Pittsburgh Penguins            | NHL        | 38  | 2  | 4  | 6  | 68  | —  | — | —  | —  | —  |
|            | St. Louis Blues                | NHL        | 13  | 1  | 1  | 2  | 25  | —  | — | —  | —  | —  |
| 2015–2016  | St. Louis Blues                | NHL        | 40  | 2  | 1  | 3  | 52  | 5  | 0 | 1  | 1  | 2  |
| 2016–2017  | St. Louis Blues                | NHL        | 38  | 1  | 3  | 4  | 15  | 10 | 0 | 0  | 0  | 4  |
| 2017–2018  | St. Louis Blues                | NHL        | 72  | 4  | 9  | 13 | 41  | —  | — | —  | —  | —  |
| 2018–2019  | St. Louis Blues                | NHL        | 59  | 2  | 8  | 10 | 47  | 17 | 2 | 0  | 2  | 30 |
| 2019–2020  | St. Louis Blues                | NHL        | 42  | 2  | 4  | 6  | 21  | 3  | 0 | 0  | 0  | 0  |
| 2020–2021  | St. Louis Blues                | NHL        | 40  | 1  | 4  | 5  | 47  | 2  | 0 | 0  | 0  | 0  |
| 2021–2022  | St. Louis Blues                | NHL        | 73  | 1  | 5  | 6  | 36  | 10 | 0 | 0  | 0  | 6  |
| 2022–2023  | St. Louis Blues                | NHL        | 43  | 2  | 3  | 5  | 29  | —  | — | —  | —  | —  |
| 2023–2024  | St. Louis Blues                | NHL        | 4   | 0  | 0  | 0  | 7   | —  | — | —  | —  | —  |
|            | New York Islanders             | NHL        | 23  | 0  | 0  | 0  | 20  | 5  | 0 | 1  | 1  | 14 |
| 2024–2025  | Utah Hockey Club               | NHL        | 3   | 0  | 0  | 0  | 6   | —  | — | —  | —  | —  |
| NHL totalt | NHL totalt                     | NHL totalt | 563 | 20 | 54 | 74 | 517 | 60 | 2 | 3  | 5  | 60 |
| AHL totalt | AHL totalt                     | AHL totalt | 236 | 10 | 44 | 54 | 315 | 28 | 0 | 2  | 2  | 19 |
| OHL totalt | OHL totalt                     | OHL totalt | 138 | 6  | 43 | 49 | 152 | 27 | 1 | 10 | 11 | 22 |